# Знак четырёх (фильм, 1987)
«Знак четырех» (англ. The Sing of Four) - британский телевизионный фильм, адаптация одноименного романа Артура Конан Дойля в главной роли с Джереми Бреттом.

## Сюжет
К Шерлоку Холмсу и доктору Ватсону обращается за помощью молодая девушка Мэри Морстен, которая рассказывает им о таинственных событиях, происходящих в её жизни.
Её отец капитан Артур Морстен, служил военным в колонии на Андаманских островах. Десять лет назад он прислал ей телеграмму, в которой сообщал, что скоро вернётся в Англию и даже указал название отеля, в котором собирается остановиться. В назначенный день она пришла в указанный отель, но своего отца там не нашла и никто его не видел. Единственный друг её отца, его сослуживец майор Джон Шолто, который вернулся в Англию незадолго до этого и который скончался шесть лет назад, сказал, что вообще ничего не слышал про приезд Морстена. В итоге её отца признали пропавшим без вести.
А спустя четыре года, на свой день рождения она внезапно получила, неизвестно от кого, посылку - настоящую индийскую жемчужину очень большой стоимости. С тех пор, в течение шести лет, она на каждый свой день рождения получает одну индийскую жемчужину. А сегодня она получила от своего анонимного отправителя письмо, в котором он ей сообщал, что с ней поступили несправедливо и что он хочет это исправить и потому хочет с ней встретиться у театра "Лицеум" и разрешает ей взять с собой на встречу двух друзей.

## В ролях
Джереми Бретт - Шерлок Холмс, знаменитый лондонский частный сыщик
Эдвард Хардвик - Доктор Джон Ватсон, друг, помощник и биограф Шерлока Холмса
Робин Хантер - Майор Шолто
Альф Джонт - Мак-Мурдо
Джон Тоу - Джонатан Смолл
Киран Шах - Тонга
Дженни Сигроув - Мисс Мэри Морстен
Розали Уильямс - Миссис Хадсон
Дерек Дэдмен - Уильямс
Рональд Лейси - Тадеуш Шолто/ Бартоломью Шолто
Эмрис Джеймс - Инспектор Ателни Джонс